# Taissy
Taissy település Franciaországban, Marne megyében. Lakosainak száma 2202 fő (2022. január 1.). Taissy Saint-Léonard, Cormontreuil, Ludes, Montbré, Puisieulx, Reims, Rilly-la-Montagne és Trois-Puits községekkel határos.

## Népesség
A település népessége az elmúlt években az alábbi módon változott:
| Lakosok száma | 620  | 1969 | 2318 | 2145 | 2261 | 2226 | 2199 | 2183 | 2180 | 2202 |
|               | 1968 | 1982 | 1990 | 2006 | 2013 | 2015 | 2017 | 2019 | 2020 | 2022 |